# Castello di Balvenie
Il Castello di Balvenie (Balvenie Castle) è un castello in rovina, situato nei pressi della cittadina scozzese di Dufftown, nel Moray, e risalente alla seconda metà XIII secolo. Tra i più antichi castelli della Scozia, fu per 500 anni la residenza della famiglia Comyn, signori del Buchan.

## Descrizione
Il castello si trova nella parte settentrionale di Dufftown.

## Storia
Il castello fu fatto probabilmente costruire da Alexander, II signore di Buchan (deceduto nel 1289).
Nel XIV secolo il castello passò ai Black Douglases, che però furono annientati da re Giacomo II nel 1455.
Nel settembre 1562, il castello ricevette la visita della regina Maria di Scozia .
Il castello fu abbandonato nel 1720 con la costruzione della Balvenie New House.